# バディーア・テダルダ
バディーア・テダルダ (伊: Badia Tedalda) は、イタリア共和国トスカーナ州アレッツォ県にある、人口約1,000人の基礎自治体（コムーネ）。

## 地理

### 位置・広がり

#### 隣接コムーネ
隣接するコムーネは以下の通り。括弧内のPUはペーザロ・エ・ウルビーノ県、RNはリミニ県、FCはフォルリ＝チェゼーナ県所属を示す。
- ボルゴ・パーチェ (PU)
- カステルデルチ (RN)
- ペンナビッリ (RN)
- ピエーヴェ・サント・ステーファノ
- サンセポルクロ
- サンターガタ・フェルトリア (RN)
- セスティーノ
- ヴェルゲレート (FC)

### 気候分類・地震分類
バディーア・テダルダにおけるイタリアの気候分類 (it) および度日は、zona E, 2713 GGである。
また、イタリアの地震リスク階級 (it) では、zona 2 (sismicità media) に分類される。

## 行政

### 分離集落
バディーア・テダルダには以下の分離集落（フラツィオーネ）がある。
- Caprile, Castellacciola, Cicognaia, Fresciano-Montebotolino, Montelabreve, Pratieghi, Rofelle, Sant'Andrea, Santa Sofia Marecchia, Stiavola, Viamaggio